# Корнеев, Константин Николаевич
Константи́н Никола́евич Корне́ев (5 июня 1984, Москва, СССР) — российский хоккеист, защитник. Двукратный чемпион мира (2008, 2009) в составе сборной России. Заслуженный мастер спорта России (2009).

## Биография

### «Крылья Советов» (до 2003)
В шесть лет начал заниматься в хоккейной школе «Крылья Советов». В возрасте 17 лет дебютировал в чемпионате Суперлиги, отыграв шесть матчей в сезоне 2001/2002.
В апреле 2002 в составе юниорской сборной России (до 18 лет) выиграл серебро на чемпионате мира, проходившем в Словакии. Стал вторым среди бомбардиров-защитников (7 результативных баллов) и попал в символическую сборную турнира.
Через два месяца Корнеев был выбран на драфте НХЛ под общим 275-м номером командой «Монреаль Канадиенс».
Сезон 2002/2003 провёл в «Крыльях Советов», набрал больше очков чем любой другой игрок обороны. В составе Сборной России (до 20 лет) стал чемпионом мира.
В апреле 2003 г. впервые был вызван во взрослую сборную России, руководимую Владимиром Плющевым. Сыграл в товарищеском матче против сборной Финляндии (2:3).
Следующие три сезона провёл в казанском «Ак Барсе».

### «Ак Барс» (2003—2006)
В 2004 году казанцы заняли четвёртое место в чемпионате Суперлиги. Корнеев принял участие в последнем для себя молодёжном чемпионате мира, однако на нём российская сборная осталась за чертой призёров.
В 2006 году Корнеев стал чемпионом России.

### ЦСКА (2006—2010)
В мае 2006 года подписал контракт с ЦСКА. Провёл все матчи чемпионата Суперлиги, включая и плей-офф, став седьмым бомбардиром команды в регулярном чемпионате и пятым в решающей стадии турнира.
Главный тренер ЦСКА Вячеслав Быков перед началом сезона 2006/07 был назначен по совместительству главным тренером сборной России. Корнеев стал постоянно привлекаться в сборную на этапы Еврохоккейтура. На московском чемпионате мира в мае 2007 вместе с голкипером Константином Барулиным был резервным игроком сборной: участвовал в тренировках, но не был официально заявлен. После проигрыша в 1/2 финала Быков решил заявил обоих на матч за третье место.
В сезоне 2007/08 снова принял участие во всех играх команды, став лучшим бомбардиром-защитником. На победном чемпионате мира 2008 участвовал во всех 9 матчах, набрал 6 очков.
В сезоне 2008/09 КХЛ приз по итогам лучшего игрока ноября. Участвовал в Матче звёзд КХЛ на Красной площади.
На чемпионате мира 2009 стартовые три матча провёл в резерве, в середине турнира был заявлен, сыграл 6 матчей и стал двукратным чемпионом.
Новый тренер ЦСКА Сергей Немчинов вместо Вадима Епанчинцева назначил капитаном Корнеева, который набрал 28 баллов и стал вторым по этому показателю в ЦСКА, обогнав всех нападающих, кроме Дениса Паршина.
Принял участие на Олимпиаде в Ванкувере. Через три месяца на мировое первенство 2010 в Германии стал серебряный призёром.
24 декабря 2010 был обменян в «Aк Барс» на Вячеслава Буравчикова.

### «Ак Барс» (2010—2016)
Вернувшись в Казань, показывал невзрачную игру на протяжении всего оставшегося чемпионата, при этом удостаиваясь вызовов в сборную на этапы Еврохоккейтура и приглашения на Матч звёзд КХЛ.
В мае 2011 принял участие в своём пятом подряд чемпионате мира, где сборная России уступила в матче за 3-е место сборной Чехии.
5 мая 2016 г. подписал контракт с уфимским «Салаватом Юлаевым».

## Статистика
| Легенда | Легенда                    | Легенда | Легенда                   | Легенда | Легенда    |
| ------- | -------------------------- | ------- | ------------------------- | ------- | ---------- |
| И       | Количество проведённых игр | Штр     | Штрафное время            | +/−     | Плюс-минус |
| Г       | Голы                       | П       | Голевые передачи          | О       | Очки       |
| -       | Статистика неизвестна      | —       | Статистика не учитывалась |         |            |

## Вне льда
Встречался с известными российскими теннисистками: в 2007 году с Анастасией Мыскиной, в 2009 — с Еленой Весниной.
Корнеев любит ходить в театры, в особенности в московский театр Сатиры.
Женат.

## Награды
- Медаль ордена «За заслуги перед Отечеством» II степени (30 июня 2009) — за большой вклад в победу национальной сборной команды России по хоккею на чемпионатах мира в 2008 и 2009 годах[9]